# Риас-Байшас (вино)

Риас-Байшас на карте аппелласьонов Испании

Риас-Байшас (Rías Baixas DOP) — испанский винодельческий район (аппелласьон), соответствующий области Риас-Байшас на юго-западе Галисии, в непосредственной близости от Атлантического океана и его удлинённых бухт (риасов). Специализируется на сухих белых винах из местного винограда альбариньо. Один из пяти аппелласьонов Галисии, в котором производится основной объём галисийского вина. 
Риас-Байшас считается одним из самых дождливых районов Пиренейского полуострова. Чтобы избежать сырости и загнивания винограда, крестьяне традиционно привязывали лозы к высоким шпалерам. Виноградники стараются ориентировать в сторону океана. Скалистый, гранитный терруар придаёт многим винам минеральные нотки. Правила аппелласьона допускают использование 12 сортов винограда (лоурейро, трейшадура, каиньо-бланка, торронтес, годельо и т.д.), но на практике 90% вин вырабатывается из альбариньо. 

## История

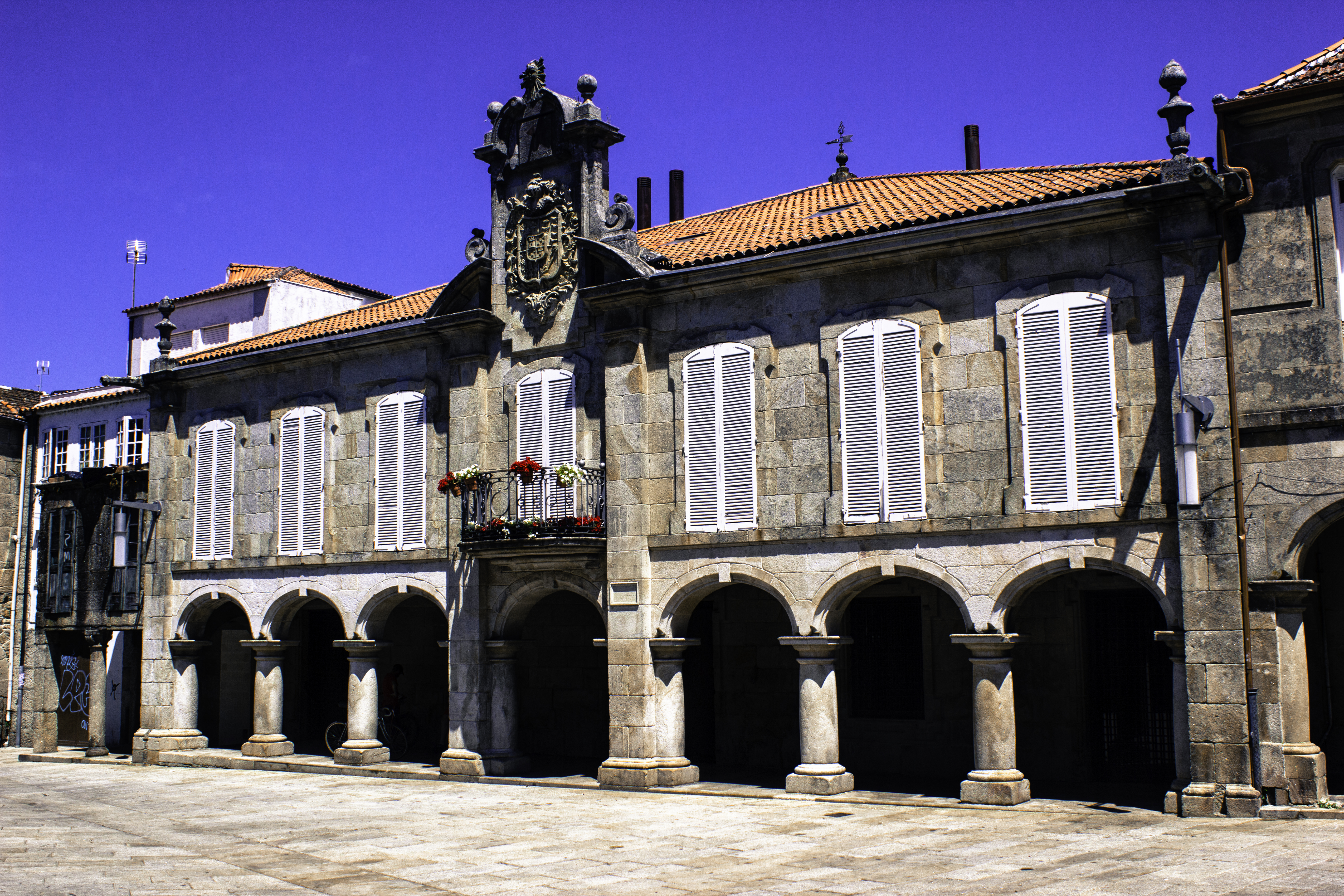
Дворец графов Фефиньянс в Понтеведре — штаб-квартира Rías Baixas DOP

Исторически для крестьян Галисии производство вина (особенно белого) было гораздо менее значимо, чем выращивание зерна, из которого вырабатывались хлеб и каши. Под виноград часто отводились гранитные шпалеры (parrales) на окраинах полей. Утверждается, что в 1896 году ложная мучнистая роса привела к сокращению площади виноградников (25 000 га) в сто раз. Вместо традиционных для региона сортов многие из них были засажены после этого паломино, который используется для производства креплёных вин в Андалусии. Новый виноград не был приспособлен к местному дождливому климату и давал неважные урожаи.
Ситуация стала меняться в 1970-е и особенно в 1980-е годы, когда виноградари стали возвращаться к использованию местного сорта альбариньо, а виноделы сделали ставку на молодое, лёгкое белое вино.  По состоянию на 1980 год, когда было принято решение о создании аппелласьона (Denominación Específica Albariño), спрос на местные вина за пределами региона практически отсутствовал. В 1988 году уровень аппелласьона был повышен до статуса DO(P). По мере роста спроса на галисийское вино территорию аппелласьона приходилось несколько раз расширять за счёт включения северных территорий.
При ограниченности территории, подходящей для размещения виноградников, и установке виноградарей на ограничение урожайности лоз (с тем, чтобы вина сохраняли свой характер), ажиотажный спрос на вина из альбариньо, который начался в 2010-е годы, привёл к беспрецедентному росту цен на них.

## Терруар

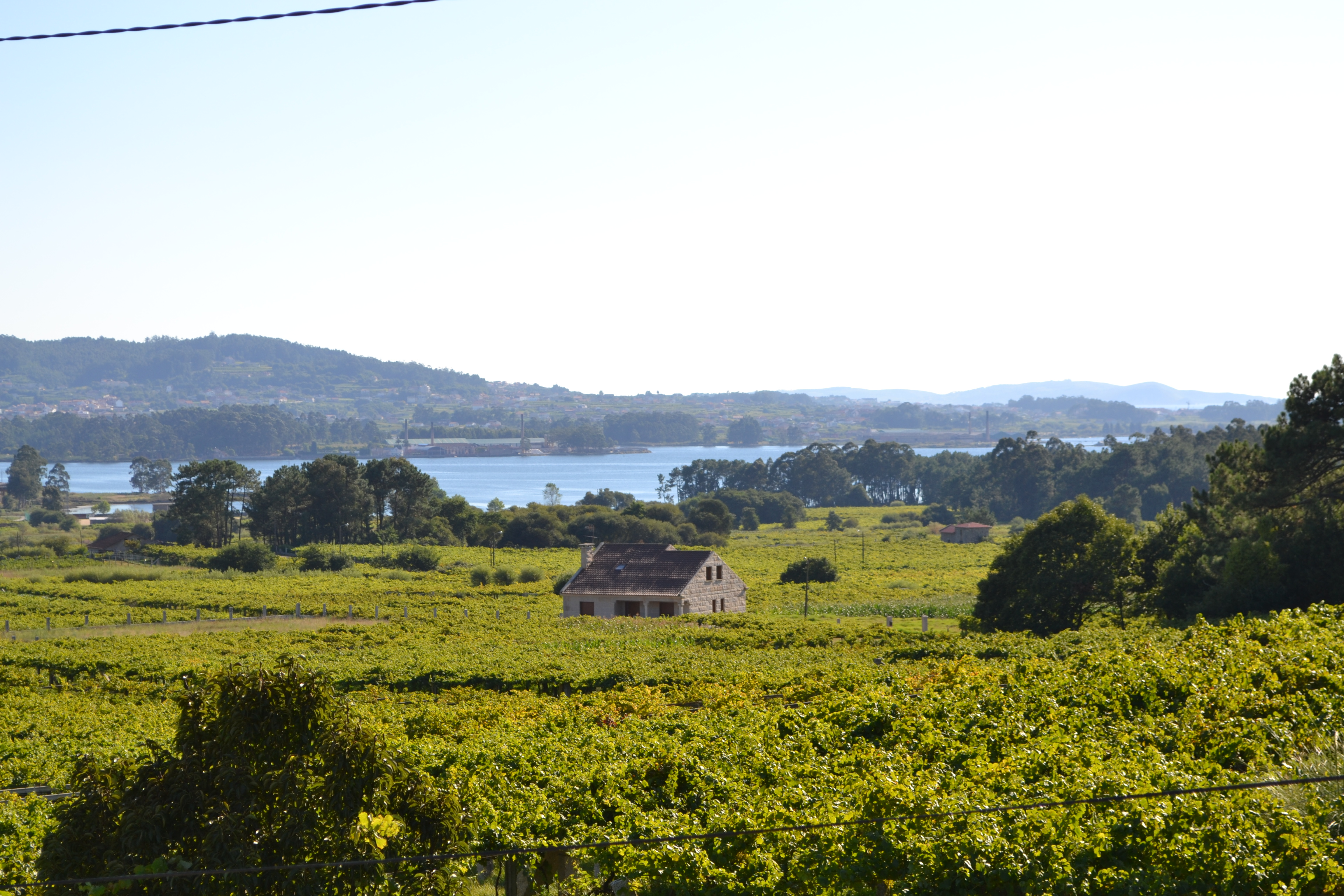
Выращивание альбариньо в окрестностях Камбадоса

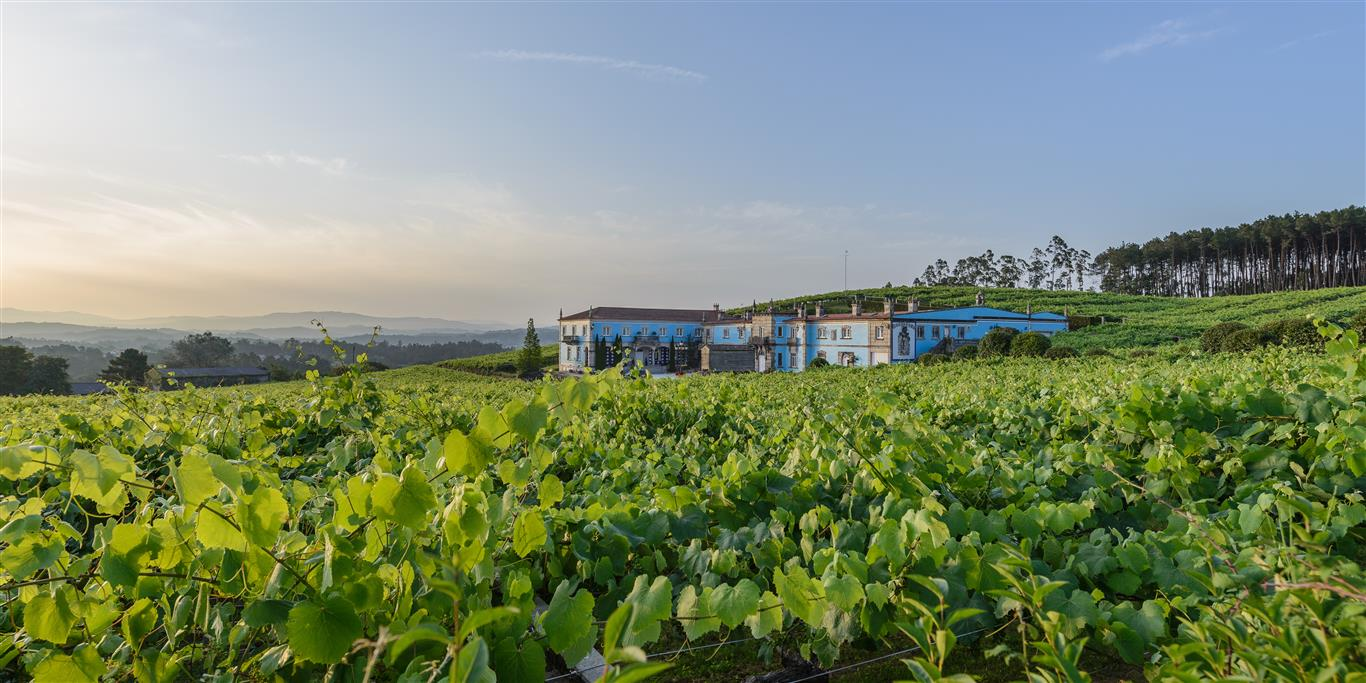
Винодельня в зоне Сальнес

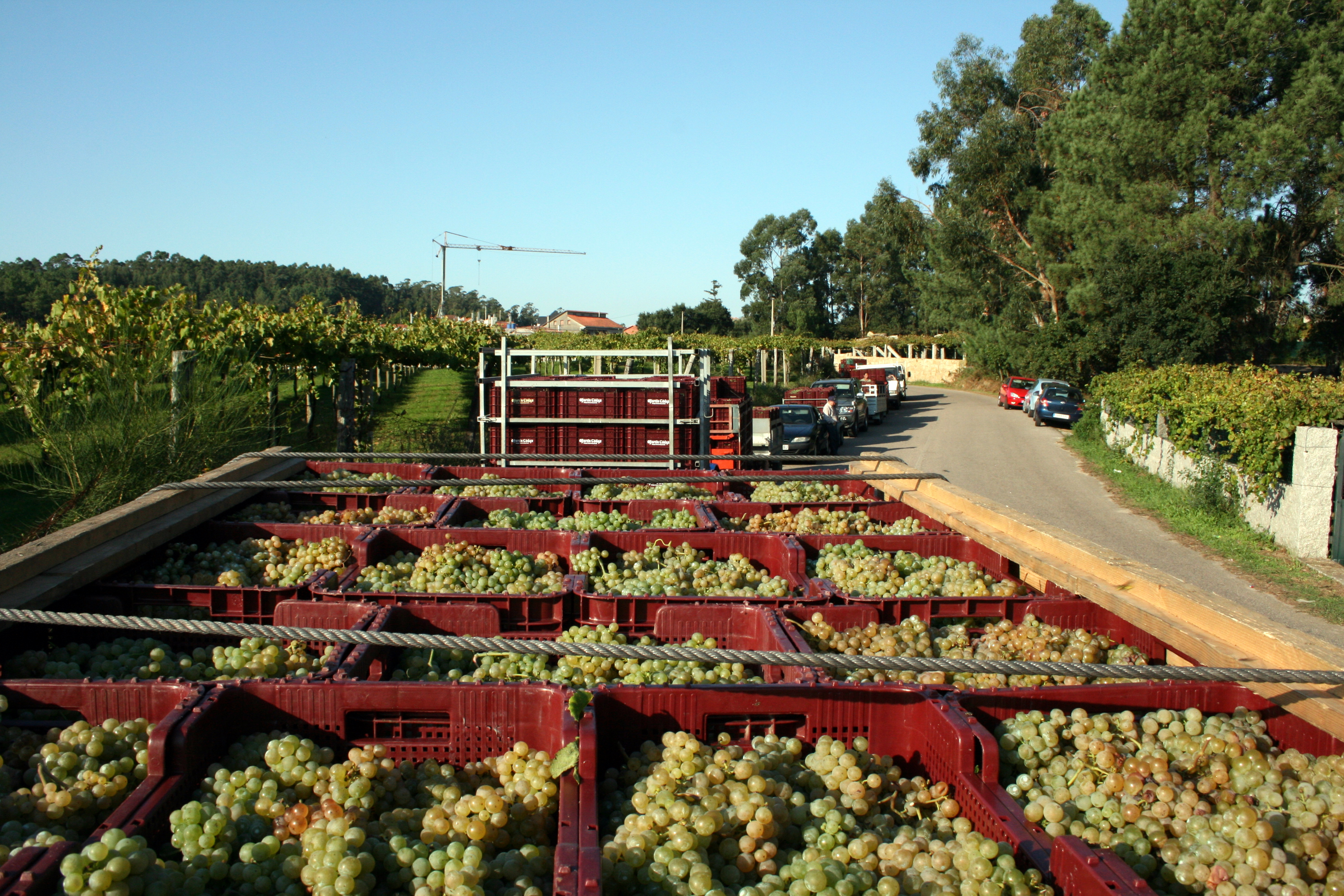
Сбор урожая в кооперативе Martín Códax

Винодельческий регион делится на пять микрозон (перечислены с севера на юг), из которых четыре лежат вдоль риасов (эстуариев рек):
- Рибейра-де-Улья, то есть долина реки Улья (по которой проходит граница провинций Ла-Корунья и Понтеведра) с аллювиальными почвами, включена в состав аппелласьона в 2000 году.
- Валь-де-Сальнеc — прибрежная часть долины реки Умия и окрестности морского порта Камбадос (который считается родиной альбариньо). В первое воскресенье августа в Камбадосе организуется фестиваль альбариньо.
- Сотоймайор — восточная оконечность бухты Виго (на берегу которой стоит самый населённый город Галисии).
- Кондадо-до-Теа — долина левого (галисийского) берега реки Миньо в месте впадения в неё притока Теа; противоположный берег реки принадлежит Португалии. Из-за своеобразного терруара здесь производятся несложные вина с наивысшим содержанием алкоголя и ослабленной кислотностью[1]. Для создания более гармоничного купажа к альбариньо часто примешивают виноматериалы сорта трейшадура.
- О-Розаль — продолжение долины Миньо на запад, в сторону устья реки. Славится мягкостью и округлостью местных вин[1]. Вина на 70 % должны состоять из альбариньо и (или) более ароматного сорта лоурейро. На берегах Миньо традиции виноделия более укоренены, чем на севере района, так как сумма активных температур тут заметно выше.

Галисийские законы требовали деления собственности поровну между наследниками, что приводило к фрагментации виноградников на участки площадью менее гектара. Мелкие производители винограда (всего их в 2014 году было зарегистрировано 6700), будучи не в состоянии организовать собственные винодельни, вынуждены сбывать свою продукцию кооперативным объединениям, на три крупнейших из которых (Martín Códax, Paco & Lola, Condes de Albarei) приходится треть производства вина в аппелласьоне. Рост цен на вина Риас-Байшас привлёк в регион инвесторов со стороны, которые стали скупать свободные земли (как правило, невысокого качества) для обустройства на них виноградников, производящих недорогие вина сомнительного качества.

## Вина
В норме сухие вина из альбариньо отличаются освежающей кислотностью и вызывают ассоциации с косточками абрикоса или миндалем. Наиболее ответственные виноделы также стремятся сохранить в вине солёно-минеральные ноты как напоминание о том, что исходный виноград выращен в непосредственной близости от океана. Выдержка в дубе обычно не практикуется. Вина из Риас-Байшаса хорошо сочетаются с дарами моря и листовой зеленью.
По состоянию на 2023 год средняя цена бутылки вина из Риас-Байшаса является максимальной для белых вин Испании. Красное вино производится в крайне незначительном количестве (менее 1% всего объёма продукции).